# فرانسیس لارنس

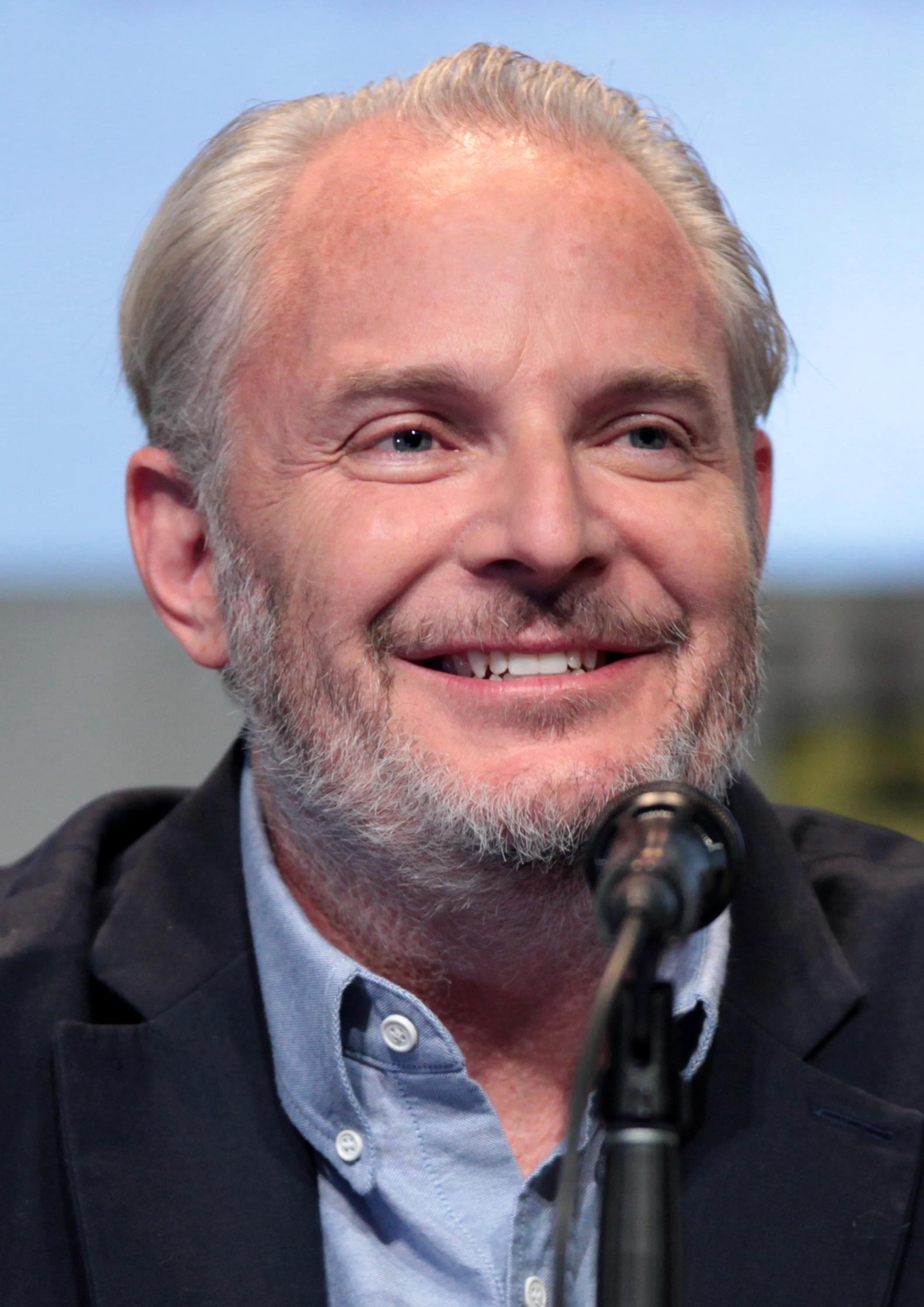
فرانسیس لاورنس

فرانسیس لارنس (به انگلیسی: Francis Lawrence) (زاده ۲۶ مارس ۱۹۷۰) یک تهیه‌کننده و کارگردان آمریکایی سینما و موزیک‌ویدئو است. از معروف‌ترین آثار وی می‌توان کنستانتین، من افسانه‌ام، آب برای فیل‌ها و عطش مبارزه: اشتعال را نام برد.